# يوسف إسحاق شنيرسون
يوسف إسحاق شنيرسون، (باليديشية: יוסף יצחק שניאורסאהן)‏ (21 يونيو 1880 - 28 يناير 1950) كان حاخامًا يهوديًا أرثوذكسيًا والزعيم الروحي لحركة حاباد لوبافيتش الحسيدية. بعد سنوات عديدة من النضال من أجل إبقاء اليهودية الأرثوذكسية على قيد الحياة من داخل الاتحاد السوفييتي، اضطر إلى المغادرة؛ واستمر في قيادة الحركة من لاتفيا، ثم بولندا، وفي النهاية الولايات المتحدة، حيث أمضى السنوات العشر الأخيرة من حياته.